# Szepesjakabfalva
Szepesjakabfalva (szlovákul: Jakubany, németül: Jakobau) község Szlovákiában, az Eperjesi kerület Ólublói járásában.

## Fekvése
Az Ólublótól 6 km-re délre levő széles völgyben, a Jakubianka-patak partján fekszik.

## Története
1322-ben „Stephanishau” néven írják, eredetileg a lublói váruradalom része volt. 1322-ben Drugeth Fülöp Lomnici Péter fia Istvánnak adta, aki németekkel és szlovákokkal telepítette be. A falu eredetileg első birtokosa nevét viselte. 1408-ban már két falu, Alsó- és Felsőjakabvágása – az akkori krónikák szerint: „Alsoyacabwagasa” és „Felsewiacobuagasa” – állt a helyén. 1412 és 1772 között az elzálogosított szepesi városokkal együtt Lengyelországhoz tartozott. A Hunyadi Mátyás és IV. Kázmér lengyel király közötti harcokban az 1470-es években a hadak feldúlták és kirabolták, sok lakost megöltek, mások elmenekültek. A kipusztított lakosság pótlására 1497-ben a vlach jog alapján román és ruszin pásztorokat telepítettek ide, ekkor „Jakubiany” néven említik. 1760 és 1870 között határában nagy vaskohó működött, ahol a környék vasércét dolgozták fel. Lakói emellett földműveléssel és állattenyésztéssel foglalkoztak.
A 18. század végén Vályi András így ír róla: „JAKUBJÁN. Szepes Várm. lakosai katolikusok, határja tágas, de nehezen miveltetik, legelője, és fája elég van.”
A nagy falvak közé tartozott, 1828-ban 393 háza és 2846 lakosa volt. A 19. században sok lakója kivándorolt.
Fényes Elek 1851-ben kiadott geográfiai szótárában így ír a faluról: „Jakubján, orosz falu, Szepes vmegyében, rónán és hegyoldalban fekszik a Jakubjánka patak két partján, melly itt igen ragadó és sebes. Szántóföldjei többnyire hegyeken vannak és soványak; urasági birtok az erdőn kivül más nincs. Lakja 150 római, 2650 görög kath., helybeli plebániával. Innen Lőcse felé hegyeken keresztül vezet egy ut, mellyen a földesur gyönyörü kastélyt épittetett. A helységtől 1/2 órányira van egy urasági vasgyár. Birja Probstner András és Adolf. Ut. p. Késmárk.”
A trianoni diktátum előtt Szepes vármegye Ólublói járásához tartozott.

## Népessége
| Év:            | 1994. | 2004.    | 2014.    | 2024.   |
| -------------- | ----- | -------- | -------- | ------- |
| Emberek száma: | 2218  | 2488     | 2740     | 2924    |
| Eltérés:       |       | +12,17 % | +10,12 % | +6,71 % |

| Év:            | 2023. | 2024.   |
| -------------- | ----- | ------- |
| Emberek száma: | 2915  | 2924    |
| Eltérés:       |       | +0,30 % |

1910-ben 1911, túlnyomórészt ruszin lakosa volt.
2001-ben 2415 lakosából 1957 szlovák, 378 cigány és 57 ruszin volt.
2011-ben 2630 lakosából 2032 szlovák, 208 cigány és 187 ruszin.

## Nevezetességei
- Szent Péter és Pál apostoloknak szentelt görögkatolikus temploma 1904 és 1911 között épült, 1937-ben restaurálták.
- Klasszicista kúria a 19. század közepéről.